# Орнат, Андрей Петрович
Андрей Петрович Орнат (4 марта 1991, Ленинград, СССР) — российский футболист, полузащитник.

## Карьера
Воспитанник петербургского футбола. В 2008 году был принят в резервный состав «Зенита», где провел 2 года. В 2010-м перешёл в молодёжный состав московское «Динамо». В молодёжном первенстве провел 26 матчей.
Через год присоединился к футбольному клубу «Питер», но спустя несколько месяцев стал игроком «Карелии» (Петрозаводск). В январе 2012 покинул команду на правах свободного агента. Затем играл за «Метеор». В 2013 году пытался трудоустроиться в Литве.
В конце июля — начале августа 2014 года провёл три матча за клуб эстонской Премиум Лиги «Нарва-Транс».
После возвращения в Россию выступает за клубы ЛФЛ 8х8.